# Centro cultural metropolitano Tecla Sala
El Centro Cultural Metropolitano Tecla Sala (en catalán: Centre Cultural Metropolità Tecla Sala) es un equipamiento cultural público de Hospitalet de Llobregat (España). Alberga el Centro de Arte y la Biblioteca Central de la ciudad, además de varias entidades locales.
Está ubicado en la que fue la fábrica textil de Tecla Sala. El recinto industrial, del siglo XIX, está catalogado como Bien Cultural de Interés Local (BCIL).

## Instituciones y entidades
En el Centro Cultural Metropolitano Tecla Sala tienen su sede las siguientes instituciones y entidades:
- Centro de Arte Tecla Sala Espacio dedicado a la promoción y la difusión de las artes visuales, a través de una programación contemporánea. Cuenta con una gran superficie expositiva dividida en dos plantas: 1600 m² en la planta baja y 625 m² en la primera planta.[1]

- Biblioteca Tecla Sala. Inaugurada en 2000, es la central de la red de bibliotecas municipales de Hospitalet. Cuenta con 4600 m² de superficie, divididos entre la planta superior y la primera planta, que comparte con el Centro de Arte. Alberga un fondo de 100.000 documentos entre libros, prensa y soportes audiovisuales.[2]

- TPK (Taller Pubilla Casas). Cooperativa artística fundada en 1977 y ubicada en los antiguos almacenes de Tecla Sala desde 2001.[3]

- Fundación Arranz-Bravo. Desde 2009 cuenta con un espacio expositivo provisional en los antiguos almacenes de la fábrica, restaurados por el arquitecto Jordi Garcés, a la espera de trasladarse a su sede definitiva, el edificio molino, pendiente de rehabilitación.[4]

- Centro de Estudios de Hospitalet. Asociación cultural sin ánimo de lucro dedicada al conocimiento, la investigación, la historia y el debate sobre la ciudad de Hospitalet. Fundada en 1984, en 2012 trasladó su sede al antiguo molino.[5] En este espacio también tienen su sede el Club Aeromodelismo Delta y el Agrupament Escolta Lola Anglada, asociación de escultismo ubicada en el edificio desde 2003.[6]

## Historia
En 1854 Antoni Ferrer instaló un molino papelero en un salto de agua del torrente Gornal, que pertenecía al Canal de la Infanta. A su muerte, los herederos arrendaron el molino a distintos industriales, que mantuvieron la actividad papelera hasta 1880, cuando Andrés Basté, casado con Leonor Ferrer —nieta del fundador—, transformó el negocio en una fábrica textil, bajo la razón social Sucesores de Andrés Basté, Sociedad de Comandita. En ese momento se realizó la primera ampliación, con la construcción de una nave adosada a la fachada sur del molino, destinada a viviendas y generadores.
En 1892 los hijos del matrimonio Basté y Ferrer decidieron ampliar el negocio de la fabricación de tejidos de algodón. Adquirieron los terrenos adyacentes al primitivo molino y encargaron al arquitecto Claudio Durán y Ventosa la construcción de las nuevas naves industriales.
Con el cambio de siglo el negocio de los Basté entró en declive. Finalmente, en 1913 la familia vendió la fábrica a la sociedad formada por Tecla Sala y su esposo, Joan Riera, que ya poseía una industria textil en Roda de Ter. Tras el deceso de Riera, en 1924, Tecla Sala dirigió en solitario el negocio hasta su muerte en 1973, salvo un paréntesis por la Guerra Civil, entre 1937 y 1939, cuando la fábrica fue colectivizada y la empresaria se exilió a Francia.
En los años 1940 la empresa cambió la razón social por Tecla Sala e Hijos, SA. Conforme a su profunda religiosidad, Sala introdujo importantes mejoras sociales en las condiciones laborales de sus obreros, en su mayoría mujeres, como servicios de duchas, enfermería, guardería, escuela-biblioteca y economato. Como benefactora de la ciudad, en 1957 donó una arte de los terrenos de la fábrica para la construcción de equipamientos deportivos municipales, como la piscina y el campo de fútbol, este último ya desaparecido.
En 1973, con la muerte de Tecla Sala y en plena crisis del sector textil en Cataluña, la factoría cesó su actividad. En 1981 el antiguo recinto fabril fue incluido en el catálogo de edificios histórico-artísticos de la ciudad. En 1986 el Ayuntamiento de Hospitalet de Llobregat compró el conjunto por 150 millones de pesetas. En 1987, en el marco del certamen L'Hart 87, el recinto albergó su primera muestra artística, Rinodigestió, una instalación mural en la fachada del edificio, obra de Marcel·lí Antúnez Roca y el colectivo Los Rinos.
En 1997 el ayuntamiento puso en marcha un Plan Especial de Reforma Interior (PERI Tecla Sala) para la remodelación del recinto industrial y la reurbanización de su entorno. El proyecto fue diseñado por el estudio de los arquitectos Albert Viaplana y Helio Piñón (posteriormente reemplazado por David Viaplana). Las obras se centraron en el edificio principal de Tecla Sala, cuya planta superior se habilitó como biblioteca, modificándose la cubierta con la instalación de una claraboya para proporcionar luz natural a la sala. El vestíbulo y la entrada al edificio se situaron en la primera la planta, construyéndose una gran rampa de acceso en el exterior. La planta baja se habilitó como amplia sala de exposiciones, manteniendo la disposición original de las columnas. También se mejoró la integración del equipamiento en el tejido urbano, con la eliminación de la cerca exterior, el derribo de varios edificios sin valor arquitectónico (antigua portería, viviendas, naves de tintorería, etc.) y el ajardinamiento del espacio frente a la fachada principal, en la avenida Josep Tarradellas (Jardines de Tecla Sala).
El 17 de diciembre de 2000 se inauguró la Biblioteca Central de Hospitalet, considerada en ese momento la mayor de Cataluña. El acto estuvo presidido por el alcalde Celestino Corbacho, el consejero de Cultura de la Generalitat, Jordi Vilajoana y el presidente de la Diputación de Barcelona, Manuel Royes. Paralelamente, la Universidad Abierta de Cataluña (UOC) se instaló en Tecla Sala con la apertura de un Punto de Información en el edificio del molino. La remodelación del Centro Cultural Tecla Sala culminó con la inauguración de las nuevas salas expositivas del Centro de Arte, el 17 de febrero de 2002. En 2003 la Concejalía de Juventud instaló sus dependencias en el chalé modernista, también rehabilitado.

## Arquitectura
Se trata de un conjunto fabril integrado por edificios de diferentes épocas. El más antiguo es un molino papelero del siglo XIX, aunque ha sufrido múltiples transformaciones, como la construcción de un edificio de viviendas adosado en la fachada sur. El edificio del molino consta de dos plantas. Un puente metálico lo conecta con la edificación principal del conjunto.
El edificio principal sigue el modelo de Mánchester de fábrica de pisos. Consiste en un gran volumen rectangular de tres plantas, con fachada ladrillo visto. Destaca la presencia de grandes ventanas, que permitían la entrada de la luz.
En el extremo sudeste del recinto se ubica un edificio aislado, de planta baja y piso, conocido como la Casa del Director, pues se le atribuye este uso. De estilo modernista, se desconoce su autor y la fecha exacta de su construcción. La fachada principal y lateral tienen un coronamiento escalonado, decorado con cabezas femeninas con adornos florales. Así mismo, las puertas y ventanas están enmarcadas por relieves florales en estuco. Bajo la cornisa, entre las ménsulas, se sitúa una franja con esgrafiados, donde se encuentran los respiraderos, con relieves calados. Destacan también los cristales, grabados en ácido.
Se conserva también la antigua chimenea y unos almacenes, en la parte posterior del recinto, que completan el conjunto industrial.